# Tacora
Tacora é um estratovulcão Localizado nos Andes da região Arica e Parinacota do Chile. Perto do Peru, é o vulcão mais setentrional do Chile. Tacora tem uma elevação cúpula de 5.980 metros acima do nível do mar, e aumenta 1.721 metros acima da paisagem circundante.